# Чемпіонат світу з хокею із шайбою 2025 (дивізіон III)
Чемпіонат світу з хокею із шайбою 2025 — чемпіонат світу з хокею із шайбою, який відбувався в Групі А з 21 до 27 квітня в Стамбулі та в Групі В з 27 квітня до 3 травня 2025 року в Мексиці.

## Група А

### Учасники
| Збірна               | Результати 2024 року                  |
| -------------------- | ------------------------------------- |
| Туреччина            | Господар, 6-е місце у Дивізіоні ІІ B. |
| Киргизстан           | 2-е місце у Дивізіоні ІІІ A.          |
| Люксембург           | 3-є місце у Дивізіоні ІІІ A.          |
| Туркменістан         | 4-е місце у Дивізіоні ІІІ A.          |
| ПАР                  | 5-е місце у Дивізіоні ІІІ A.          |
| Боснія і Герцеговина | 1-е місце у Дивізіоні ІІІ B.          |

### Таблиця
| Поз | Команда              | М | В | ВО | ПО | П | ГЗ | ГП | Різ | О  | Кваліфікація   |     | Киргизстан | Туркменістан | Туреччина | ПАР    | Боснія і Герцеговина | Люксембург |
| --- | -------------------- | - | - | -- | -- | - | -- | -- | --- | -- | -------------- | --- | ---------- | ------------ | --------- | ------ | -------------------- | ---------- |
| 1   | Киргизстан           | 5 | 5 | 0  | 0  | 0 | 27 | 5  | +22 | 15 | Дивізіон II B  |     | —          | 8:1          | 3:1       | 5:2    | 5:1                  | 6:0        |
| 2   | Туркменістан         | 5 | 3 | 1  | 0  | 1 | 20 | 18 | +2  | 11 |                |     | 1:8        | —            | 2:1       | 6:5 ОТ | 3:1                  | 8:3        |
| 3   | Туреччина (H)        | 5 | 3 | 0  | 0  | 2 | 19 | 8  | +11 | 9  |                | 1:3 | 1:2        | —            | 7:0       | 3:2    | 7:1                  |            |
| 4   | ПАР                  | 5 | 1 | 0  | 1  | 3 | 12 | 24 | −12 | 4  |                | 2:5 | 5:6 ОТ     | 0:7          | —         | 3:2    | 2:4                  |            |
| 5   | Боснія і Герцеговина | 5 | 1 | 0  | 0  | 4 | 12 | 16 | −4  | 3  |                | 1:5 | 1:3        | 2:3          | 2:3       | —      | 6:2                  |            |
| 6   | Люксембург           | 5 | 1 | 0  | 0  | 4 | 10 | 29 | −19 | 3  | Дивізіон III B |     | 0:6        | 3:8          | 1:7       | 4:2    | 2:6                  | —          |

## Група В

### Учасники
| Збірна         | Результати 2024 року                   |
| -------------- | -------------------------------------- |
| Мексика        | Господар, 6-е місце у Дивізіоні ІІІ A. |
| Північна Корея | 2-е місце у Дивізіоні ІІІ B.           |
| Гонконг        | 3-є місце у Дивізіоні ІІІ B.           |
| Філіппіни      | 4-е місце у Дивізіоні ІІІ B.           |
| Сінгапур       | 5-е місце у Дивізіоні ІІІ B.           |
| Монголія       | 1-е місце у Дивізіоні IV.              |

### Таблиця
| Поз | Команда        | М | В | ВО | ПО | П | ГЗ | ГП | Різ | О  | Кваліфікація   |     | Мексика | Північна Корея | Гонконг | Монголія | Філіппіни | Сінгапур |
| --- | -------------- | - | - | -- | -- | - | -- | -- | --- | -- | -------------- | --- | ------- | -------------- | ------- | -------- | --------- | -------- |
| 1   | Мексика (H)    | 5 | 5 | 0  | 0  | 0 | 48 | 12 | +36 | 15 | Дивізіон III A |     | —       | 9:2            | 5:2     | 7:6      | 9:1       | 18:1     |
| 2   | Північна Корея | 5 | 3 | 1  | 1  | 0 | 38 | 23 | +15 | 12 |                |     | 2:9     | —              | 9:5     | 7:3      | 6:5 ОТ    | 14:1     |
| 3   | Гонконг        | 5 | 3 | 0  | 0  | 2 | 42 | 19 | +23 | 9  |                | 2:5 | 5:9     | —              | 7:3     | 17:2     | 11:0      |          |
| 4   | Монголія       | 5 | 2 | 0  | 0  | 3 | 36 | 29 | +7  | 6  |                | 6:7 | 3:7     | 3:7            | —       | 13:7     | 11:1      |          |
| 5   | Філіппіни      | 5 | 1 | 0  | 1  | 3 | 22 | 46 | −24 | 4  |                | 1:9 | 5:6 ОТ  | 2:17           | 7:13    | —        | 7:1       |          |
| 6   | Сінгапур       | 5 | 0 | 0  | 0  | 5 | 4  | 61 | −57 | 0  | Дивізіон IV    |     | 1:18    | 1:14           | 0:11    | 1:11     | 1:7       | —        |